# Si Abdelghani
Si Abdelghani là một đô thị thuộc tỉnh Tiaret, Algérie. Dân số thời điểm năm 2002 là 9.015 người.